# Ludwik Timoftiewicz
Ludwik Timoftiewicz (ur. 29 lipca 1861 we Lwowie, zm. 6 listopada 1900 w Wiedniu) – weterynarz, działacz gospodarczy.

## Życiorys
Ukończył gimnazjum a następnie c. k. Szkołę Weterynaryjną we Lwowie, gdzie otrzymał dyplom lekarza weterynarii z odznaczeniem (1885). Potem pracował jako asystent przy katedrze fizjologii i farmakologii na swej macierzystej uczelni (1885-1887) i weterynarz powiatowy w Kołomyji (1887-1889). Następnie po Fortunacie Chełchowskim szef oddziału weterynaryjnego w ministerstwie rolnictwa Bułgarii (1889-1904). Zorganizował w Bułgarii cywilną służbę weterynaryjną oraz  założył tamtejsze pismo weterynaryjne "Weterynarna sbirka" a także Stowarzyszenie Lekarzy Weterynarii w Bułgarii. Powracając do kraju w 1894 przekazał stanowisko i rozpoczęte prace Iwanowi Tulewowi.
W latach 1895–1900 był Weterynarzem Krajowym w ramach Namiestnictwa Galicyjskiego. Członek państwowej komisji egzaminacyjnej dla lekarzy i weterynarzy we Lwowie (1895-1900). Współzałożyciel a następnie członek Galicyjskiego Towarzystwa Weterynaryjnego. Był także jednym z założycieli towarzystwa "Bratniej Pomocy" lwowskiej szkoły weterynaryjnej. Współpracował z lwowskim "Przeglądem Weterynarskim", gdzie zamieścił trzy swoje teksty. Od 1891 członek oddziału lwowskiego Galicyjskiego Towarzystwa Gospodarskiego. Członek Komitetu GTG (16 czerwca 1895 – 6 listopada 1900). Przyczynił się do powstania galicyjskiego Towarzystwa Chowu Drobiu.
Zmarł po krótkiej chorobie, pochowany na Cmentarzu Centralnym w Wiedniu.

## Rodzina i życie prywatne
Syn Michała i Katarzyny z Jasińskich. Jego bratem był  inżynier, profesor wyższej szkoły przemysłowej w Krakowie, właściciel majątku Kurdwanów Dolny – Julian Timoftiewicz (1859-1907). Od czasów pobytu w Sofii związany był z Aleksandrą Mroczkowską, z którą miał córkę Annę Ludwikę Timoftiewicz (ur. 1894). Do zawarcia związku małżeńskiego nie doszło ze względu na przedwczesną śmierć Ludwika Timoftiewicza.

## Odznaczony
Kawaler orderu Franciszka Józefa (1898).